# Гарефрекес, Керстин
Керстин Гарефрекес (нем. Kerstin Garefrekes; род. 4 сентября 1979, Иббенбюрен, Северный Рейн-Вестфалия) — немецкая футболистка, атакующая полузащитница. Двукратная чемпионка мира, трёхкратная чемпионка Европы, двукратный бронзовый призёр Олимпийских игр.

## Карьера

### Клубная
Футболом занялась в 7 лет, выступала за любительские команды «Грюн-Вайсс» из Штайнбека и «Арминию» из родного Иббенбюрена. В 1998 году попала в основной состав клуба «Хайке-Рейне», с которым в 1999 году впервые выступила в Бундеслиге. В составе «Хайке-Рейне» она удерживала титул лучшего бомбардира команды в каждом сезоне. В 2004 году она с 26 голами стала лучшим бомбардиром Бундеслиги, а в том же году перешла во «Франкфурт». Керстин завоевала с франкфуртской командой ряд трофеев, в том числе дважды выигрывала Кубок УЕФА.

### В сборной
Дебютировала 17 ноября 2001 в матче против Нидерландов. Трижды становилась чемпионкой Европы и дважды чемпионкой мира, а также дважды бронзовым призёром Олимпийских игр. В 2011 году на чемпионате мира исполняла обязанности капитана, а после неудачного выступления в августе 2011 года объявила об уходе из сборной.

## Достижения

### Клубные
- Чемпионка Германии: 2005, 2007, 2008
- Победительница Кубка Германии: 2007, 2008, 2011
- Победительница Кубка УЕФА: 2006, 2008

### В сборной
- Чемпионка мира: 2003, 2007
- Чемпионка Европы: 2005, 2009
- Бронзовый призёр Олимпийских игр: 2004, 2008

## Вне футбола
Гарефрекес окончила среднюю школу города Иббенбюрена и колледж Мюнстера по специальности «администратор». До конца 2004 года Керстин занимала должность государственного инспектора в социальной службе Северного Рейна-Вестфалии, решая вопросы по оказанию материальной помощи бездомным; оставила эту должность после переезда во Франкфурт. До 2008 года Керстин училась во Франкфурте по специальности «Государственное управление», защитив диссертацию на тему «Стратегический менеджмент в женском футболе». В настоящее время занимает должность в городской казне Франкфурта в Департаменте по делам окружающей среды.